# Beta-galactosidasa
La β-galactosidasa, també anomenada beta-gal o β-gal, és un enzim del tipus hidrolasa glicosídica que catalitza la hidròlisi de β-galactòsids a monosacàrids a través del trencament d'un enllaç glicosídic. La categoria de β-galactòsids inclou els carbohidrats que contenen galactosa en què l'enllaç glicosídic es troba per sobre del pla de la molècula de galactosa. Els substrats de les diferents β-galactosidases inclouen el gangliòsid GM1, les lactosilceramides, la lactosa, i diverses glicoproteïnes.

## Propietats i funcions
La β-galactosidasa és una exoglicosidasa que hidrolitza l'enllaç β-glicosídic entre una galactosa i el seu grup funcional. També pot trencar fucoses i arabinoses però amb una eficàcia molt més baixa. És un enzim essencial en el cos humà. Les deficiències d'aquesta proteïna poden resultar en galactosialidosi o malaltia de Morquio-Brailsford. En E. coli, el gen de la β-galactosidasa, lacZ, és present com un dels gens que forma part de l'operó lac el qual és activat en presència de lactosa quan el nivell de glucosa és baix.
La beta-gal té molts homòlegs basats en seqüències similars. Alguns exemples són la beta-galactosidasa evolucionada (EBG per les seves sigles en anglès), la beta-glucosidasa, la 6-fosfo-beta-galactosidasa, la beta-mannosidasa, i la lactasa-florizin hidrolasa. Tot i que poden tenir estructures similars, tots ells tenen funcions diferents. La beta-gal és inhibida per la presència de la L-ribosa, el iode (inhibidor no competitiu), i els inhibidors competitius feniltil tio-beta-D-galactòsid (PETG, per les seves sigles en anglès), D-galactonolactona, isopropil tio-beta-D-galactòsid (IPTG), i galactosa.
La β-galactosidasa és important pels organismes perquè és un proveïdor clau en la producció d'energia i una font de carbonis a través del trencament de la lactosa a galactosa i glucosa. És també important per les persones intolerants a la lactosa perquè és la responsable d'eliminar la lactosa de la llet i altres productes làctics. Molts d'éssers humans adults no tenen l'enzim lactasa, el qual té la mateixa funció que la beta-gal, així que no són capaços de digerir correctament productes làctics. La beta-galactosa és utilitzada en aquests productes làctics com el iogurt, la nata àcida, i alguns formatges que són tractats amb l'enzim per trencar qualsevol molècula de lactosa abans del consum humà. En els darrers anys, la beta-galactosidasa ha estat investigada com a tractament potencial per a la intolerància a la lactosa a través de teràpia gènica on el gen pugui ser afegit a l'ADN humà de manera que els individus puguin trencar la lactosa.

## Estructura
Els 1.024 aminoàcids de la β-galactosidasa de l'E. coli van ser sequenciats per primera vegada l'any 1970, i la seva estructura va ser determinada vint-i-quatre anys més tard, l'any 1994. La proteïna és un homotetràmer de 464-kDa amb simetria 2,2,2. Cada unitat de β-galactosidasa conté cinc dominis; el domini 1 és un barril de tipus jelly-roll, els dominis 2 i 4 són barrils tipus fibronectina III, el domini 5 és un β-sandwich, mentre que el domini central 3 és un barril TIM.
El tercer domini conté el lloc actiu de l'enzim. El lloc actiu està fet d'elements de dues subunitats del tetràmer, i la dissociació del tetràmer en els dímers elimina la presència d'elements crítics del lloc actiu. La seqüència amino-terminal de la β-galactosidasa, el pèptid α implicat en l'α-complementació, participa en la interfície d'una subunitat. Els seus residus 22-31 ajuden a estabilitzar un bloc de quatre hèlixs que forma la major part d'aquesta interfície, i els residus 13 i 15 també contribueixen en activar la interfície. Aquestes característiques estructurals proporcionen un marc pel fenomen de l'α-complementació, on l'eliminació del segment amino-terminal causa la formació d'un dímer inactiu.

## Reacció

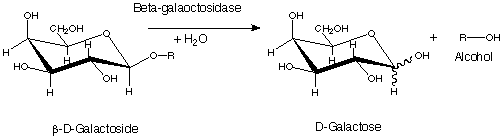
Reacció de la β-galactosidasa que transforma un β-D-galactòsid en D-galactosa i el corresponent alcohol.

La β-galactosidasa pot catalitzar dues reaccions diferents en els organismes. En una d'elles, pot una pot participar en un procés anomenat transgalactosilació per tal de produir al·lolactosa, creant un bucle de retroalimentació positiva per a la producció de β-gal. També pot hidrolitzar la lactosa a galactosa i glucosa que procedirà cap a la glucòlisi. El lloc actiu de la β-galactosidasa catalitza la hidròlisi del seu substrat disacàrid per mitjà de la unió "superficial" (lloc no productiu) i "profunda" (lloc productiu). Els galactòsids com el PETG i l'IPTG s'uneixen al lloc superficial quan l'enzim és en conformació "oberta" mentre els anàlegs d'estats de transició com la L-ribosa i la D-galactonolactona s'uneixen al lloc profund quan la conformació és "tancada".
La reacció enzimàtica consisteix en dos passos químics, galactosilació i desgalactosilació. La galactosilació és el primer pas en la reacció en el qual el Glu461 dona un protó a un oxigen glicosídic, causant un enllaç covalent entre la galactosa i el Glu537. En el segon pas, la desgalactosilació, l'enllaç covalent és trencat quan el Glu461 accepta un protó, reemplaçant la galactosa per aigua. Dos estats de transició ocorren en el lloc profund de l'enzim durant la reacció, una vegada després de cada pas. Quan l'aigua participa en la reacció, es forma galactosa, altrament, quan la D-glucosa actua com l'acceptor en el segon pas, transgalactosilació ocorre. Mesures cinètiques indiquen que cada tetràmer de la proteïna catalitza 38.500 ± 900 reaccions per minut. Els ions monovalents de potassi (K+) així com els ions divalents de magnesi (Mg2+) són requerits per l'activitat òptima de l'enzim. L'enllaç beta del substrat és escindit per un grup terminal carboxil en la cadena lateral d'un àcid glutàmic.
En E. coli, es va creure que el Glu461 era el nucleòfil en la reacció de substitució. Tanmateix, ara se sap que el Glu461 és un catalitzador d'àcid. En comptes d'això, el Glu537 és l'autèntic nucleòfil, el qual s'uneix a un intermedi galactosil. En éssers humans, el nucleòfil de la reacció d'hidròlisi és el Glu268. La Gly794 és important per l'activitat de la β-gal. És el responsable de canviar la conformació de l'enzim de "tancada", unit al lligand, a "oberta", actuant com una "articulació" del lloc actiu. Les diferents conformacions asseguren que només unions preferencials ocorrin en el lloc actiu. En la presència d'un substrat lent, l'activitat de la Gly794 augmenta així com augmenta la galactosilació i disminueix la desgalactosilació.

## Usos
L'assaig de β-galactosidasa és utilitzat sovint en genètica, biologia molecular, i altres ciències de la vida. Un enzim actiu pot ser detectat utilitzant X-gal, el qual forma un producte blau intens després de l'escissió deguda a l'acció de la β-galactosidasa, i és fàcil d'identificar i quantificar. És utilitzat per exemple en el blue white screen. La seva producció pot ser induïda per un analèg de l'al·lolactosa, l'IPTG, el qual s'uneix i allibera el repressor lac de l'operador lac, permetent així l'inici de la transcripció.
És generalment utilitzat en biologia molecular com a reporter pel monitoratge de l'expressió gènica. També exhibeix un fenomen anomenat α-complementació que forma la base pel blue white screening de clons recombinants. Aquest enzim pot ser separat en dos pèptids, LacZα i LacZΩ, cap dels quals és actiu per ell mateix però quan tots dos són es troben units, l'enzim és espontàniament funcional. Aquesta propietat és aprofitada en molts de vectors de clonatge on la presència del gen lacZα en un plasmidi es pot complementar in trans amb un altre gen mutant que codifica el gen LacZΩ en soques específiques de laboratori d'E. coli. Tanmateix, quan els fragments d'ADN són inserits en el vector, la producció de LacZα és interrompuda, per això les cèl·lules no mostren activitat de β-galactosidasa. La presència o absència d'una β-galactosidasa activa pot ser detectada per X-gal, el qual produeix un tint blau característic quan és escindit per la β-galactosidasa, proporcionant així un mitjà fàcil per distingir la presència o absència del producte clonat en un plasmidi. En estudis de translocacions cromosòmiques de leucèmia, Dobson i els seus col·laboradors van utilitzar una proteïna de fusió de LacZ en ratolins, aprofitant la tendència a oligomeritzar de la β-galactosidasa per suggerir una funció potencial de l'oligomerització en la funció de la proteïna de fusió MLL.
L'any 1995, Dimri et al. van proposar una nova isoforma per la beta-galactosidasa amb activitat òptima a pH 6,0 (SA-beta-gal) que seria concretament expressada durant la senectut. Fins i tot es van desenvolupar assajos quantitatius específics per a la seva detecció. Tanmateix, ara se sap que això és a causa d'un sobreexpressió i acumulació de la beta-galactosidasa lisosòmica endògena, i que la seva expressió no és requerida per a la senectut. No obstant això, és encara l'agent biològic més àmpliament utilitzat per detectar cèl·lules envellides, perquè és fiable i fàcil de detectar.

## Beta-galactosidasa evolucionada
Algunes espècie de bacteris, incloent l'E. coli, tenen gens addicional de β-galactosidasa. Un segon gen, anomenat β-galactosidasa evolucionada (ebgA) va ser descobert quan soques amb el gen lacZ eliminat (però que encara contenien el gen de la galactosida permeasa, lacY), van ser cultivades en medi que contenia lactosa (o altres 3-galactòsids) com a font única de carboni. Després d'un cert temps, certes colònies van començar a créixer. Tanmateix, la proteïna EbgA és una lactasa ineficaç que no permet el creixement en presència de lactosa. Dues classes de mutacions puntuals que milloren dramàticament l'activitat de l'enzim ebg cap a la lactosa. I, com a resultat, l'enzim mutant és capaç de reemplaçar la β-galactosidasa del lacZ. EbgA i LacZ són 50% idèntiques al nivell de l'ADN i 33% idèntiques en el nivell d'aminoàcids. L'enzim ebg actiu és un agregat dels productes dels gens ebgA i ebgC en una proporció 1:1 sent la forma activa dels enzims ebg un hetero-octàmer α4 β4.